# Сімко (місто)
Сімко (англ. Simcoe) — канадське місто на озері Ері. Найбільша громада округу Норфолк.

## Історія
Поселення Сімко засноване 1795 року офіцером британської армії та першим Лейтенант-губернатором Верхньої Канади Джоном Сімко. На початку 1800-х тут була лісопильня та млин. У 1829 в селі відкрилось поштове відділення.
У 1846 поселення було далеко від будь-яких основних доріг. 1850 тут нараховується близько 1600 жителів та входить до складу округу Норфолк.
У 1878 отримує статус міста.

## Клімат
| Клімат Сімко (1971-2000)                   | Клімат Сімко (1971-2000) | Клімат Сімко (1971-2000) | Клімат Сімко (1971-2000) | Клімат Сімко (1971-2000) | Клімат Сімко (1971-2000) | Клімат Сімко (1971-2000) | Клімат Сімко (1971-2000) | Клімат Сімко (1971-2000) | Клімат Сімко (1971-2000) | Клімат Сімко (1971-2000) | Клімат Сімко (1971-2000) | Клімат Сімко (1971-2000) | Клімат Сімко (1971-2000) |
| Показник                                   | Січ.                     | Лют.                     | Бер.                     | Квіт.                    | Трав.                    | Черв.                    | Лип.                     | Серп.                    | Вер.                     | Жовт.                    | Лист.                    | Груд.                    | Рік                      |
| Абсолютний максимум, °C                    | 18,3                     | 16,0                     | 25,0                     | 29,5                     | 33,0                     | 36,7                     | 40,6                     | 36,7                     | 36,1                     | 31,7                     | 25,0                     | 19,5                     | 40,6                     |
| Середній максимум, °C                      | −2,1                     | −1,3                     | 4,4                      | 11,9                     | 19,3                     | 24,4                     | 27,0                     | 25,7                     | 20,9                     | 14,2                     | 7,2                      | 1,0                      | 12,7                     |
| Середня температура, °C                    | −5,7                     | −5,3                     | 0,0                      | 6,6                      | 13,2                     | 18,4                     | 20,9                     | 20,0                     | 15,6                     | 9,4                      | 3,5                      | −2,5                     | 7,8                      |
| Середній мінімум, °C                       | −9,4                     | −9,4                     | −4,3                     | 1,2                      | 7,1                      | 12,3                     | 14,8                     | 14,2                     | 10,2                     | 4,5                      | −0,2                     | −5,9                     | 2,9                      |
| Абсолютний мінімум, °C                     | −33,9                    | −30                      | −25                      | −15                      | −6,1                     | −1,7                     | 3,3                      | −0,6                     | −3,9                     | −9,4                     | −18,9                    | −28                      | −33,9                    |
| Середня кількість сонячних годин на місяць | 84,0                     | 98,6                     | 132,3                    | 189,3                    | 242,5                    | 272,1                    | 289,1                    | 251,1                    | 179,1                    | 139,2                    | 84,3                     | 59,6                     | 2021,1                   |
| Норма опадів, мм                           | 70.1                     | 59.2                     | 83.1                     | 85.3                     | 83.6                     | 83.2                     | 86.1                     | 85.8                     | 98.1                     | 83.9                     | 100.1                    | 91.3                     | 1,009.8                  |
| Днів з опадами                             | 14,4                     | 12,4                     | 12,6                     | 13,0                     | 11,9                     | 10,4                     | 10,5                     | 9,4                      | 11,3                     | 11,6                     | 13,8                     | 14,6                     | 146,0                    |
| Днів з дощем                               | 4,6                      | 4,2                      | 8,4                      | 11,9                     | 11,9                     | 10,4                     | 10,5                     | 9,4                      | 11,3                     | 11,6                     | 11,6                     | 7,5                      | 113,2                    |
| Днів зі снігом                             | 10,5                     | 9,0                      | 5,2                      | 1,4                      | 0,04                     | 0                        | 0                        | 0                        | 0                        | 0,12                     | 2,4                      | 8,3                      | 37,0                     |
| ------------------------------------------ | ------------------------ | ------------------------ | ------------------------ | ------------------------ | ------------------------ | ------------------------ | ------------------------ | ------------------------ | ------------------------ | ------------------------ | ------------------------ | ------------------------ | ------------------------ |

## Відомі уродженці
- Роб Блейк — канадський хокеїст
- Джессен Каллімор — канадський хокеїст
- Ред Келлі — канадський хокеїст
- Двейн Ролосон — канадський хокеїст
- Рік Вемслі — канадський хокеїст
- Річард Скотт Беккер — автор фентезі